# 玛丽金街

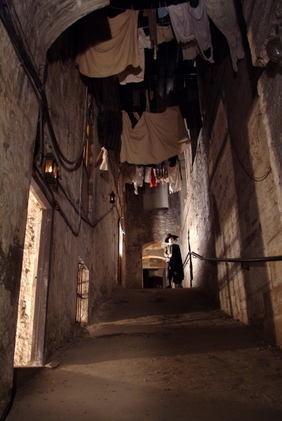
玛丽金街。

玛丽金街（英語：Mary King's Close，Close为“小陡街”之意）是英国苏格兰爱丁堡旧城内的一条地下街道。是16世纪贫民聚居区的一条地下街，1645年因黑死病爆发而被关闭。1753年，其底层被当做地基，在其上建造了皇家交易所（今市商会）。玛丽金街250多年以来一直保持原貌，没有什么变化。2003年4月，作为一个特色景点向公众重新开放。